# بيمنتو (من الأفضل الاتصال بسول)
«بيمنتو» (بالإنجليزية: Pimento)‏ هي الحلقة التاسعة للموسم الأول من مسلسل إيه إم سي التلفزيوني الدرامي من الأفضل الاتصال بسول، المسلسل يُعتبر بادئة من مسلسل اختلال ضال. تم بث الحلقة في 30 مارس 2015 على قناة إيه إم سي بالولايات المتحدة. خارج الولايات المتحدة، تم عرض الحلقة لأول مرة على خدمة البث نتفليكس في عدة بلدان.

## الاستقبال
عند بثها، تلقت الحلقة 2.38 مليون مشاهد أمريكي، وتصنيف 18-49 من 1.1.

## وصلات خارجية
- «بيمنتو» على إيه إم سي (بالإنجليزية)
- «بيمنتو» على قاعدة بيانات الأفلام على الإنترنت (بالإنجليزية)